# Diócesis de Balanga
La diócesis de Balanga (en latín: Dioecesis Balangensis, en inglés: Roman Catholic Diocese of Balanga y en tagalo: Diyosesis ng Balanga) es una circunscripción eclesiástica de la Iglesia católica en Filipinas. Se trata de una diócesis latina, sufragánea de la arquidiócesis de San Fernando, que tiene al obispo Rufino Coronel Sescon como su ordinario 3 de diciembre de 2024.

## Territorio y organización
La diócesis tiene 1373 km² y extiende su jurisdicción sobre los fieles católicos de rito latino residentes en la provincia de Bataán de la región de Luzón Central en la isla de Luzón.
La sede de la diócesis se encuentra en la ciudad de Balanga, en donde se halla la Catedral de San José. En Orani se encuentra la basílica menor de Nuestra Señora del Santísimo Rosario
En 2020 en la diócesis existían 38 parroquias.

## Historia
La diócesis fue erigida el 17 de marzo de 1975 con la bula Quoniam ad recte del papa Pablo VI, obteniendo el territorio de la diócesis de San Fernando, que a su vez fue elevada al rango de arquidiócesis metropolitana.

## Estadísticas
Según el Anuario Pontificio 2021 la diócesis tenía a fines de 2020 un total de 658 300 fieles bautizados.
| Año                                                                             | Población            | Población | Población      | Sacerdotes | Sacerdotes    | Sacerdotes    | Bautizados por sacerdote | Diáconos permanentes | Religiosos | Religiosos | Parroquias |
| Año                                                                             | Bautizados católicos | Total     | % de católicos | Total      | Clero secular | Clero regular | Bautizados por sacerdote | Diáconos permanentes | Varones    | Mujeres    | Parroquias |
| ------------------------------------------------------------------------------- | -------------------- | --------- | -------------- | ---------- | ------------- | ------------- | ------------------------ | -------------------- | ---------- | ---------- | ---------- |
| 1980                                                                            | 274 038              | 301 141   | 91.0           | 24         | 23            | 1             | 11 418                   |                      | 1          | 18         | 13         |
| 1990                                                                            | 369 000              | 419 000   | 88.1           | 22         | 19            | 3             | 16 772                   |                      | 8          | 16         | 19         |
| 1999                                                                            | 440 667              | 506 694   | 87.0           | 37         | 37            |               | 11 909                   |                      |            | 25         | 22         |
| 2000                                                                            | 450 151              | 519 178   | 86.7           | 37         | 37            |               | 12 166                   |                      |            | 25         | 24         |
| 2001                                                                            | 462 525              | 557 659   | 82.9           | 36         | 36            |               | 12 847                   |                      |            | 25         | 24         |
| 2002                                                                            | 495 963              | 575 400   | 86.2           | 37         | 37            |               | 13 404                   |                      |            | 37         | 24         |
| 2003                                                                            | 484 800              | 606 000   | 80.0           | 37         | 37            |               | 13 102                   |                      |            | 37         | 24         |
| 2004                                                                            | 528 135              | 621 336   | 85.0           | 35         | 35            |               | 15 089                   |                      |            | 39         | 24         |
| 2006                                                                            | 543 000              | 604 000   | 89.9           | 52         | 34            | 18            | 10 442                   |                      | 19         | 42         | 35         |
| 2012                                                                            | 587 399              | 676 000   | 86.9           | 55         | 32            | 23            | 10 679                   |                      | 28         | 89         | 35         |
| 2015                                                                            | 617 000              | 712 000   | 86.7           | 54         | 31            | 23            | 11 425                   |                      | 25         | 82         | 38         |
| 2018                                                                            | 647 350              | 747 960   | 86.5           | 56         | 33            | 23            | 11 559                   |                      | 26         | 59         | 38         |
| 2020                                                                            | 658 300              | 760 650   | 86.5           | 58         | 33            | 25            | 11 350                   |                      | 50         | 89         | 38         |
| Fuente: Catholic-Hierarchy, que a su vez toma los datos del Anuario Pontificio. |                      |           |                |            |               |               |                          |                      |            |            |            |

## Episcopologio
- Celso Nogoy Guevarra † (4 de junio de 1975-8 de abril de 1998 retirado)
- Honesto Flores Ongtioco (8 de abril de 1998-28 de junio de 2003 nombrado obispo de Cubao)
- Socrates Buenaventura Villegas (3 de mayo de 2004-8 de septiembre de 2009 nombrado arzobispo de Lingayen-Dagupan)
- Ruperto Cruz Santos (1 de abril de 2010 -22 de julio 2023 nombrado obispo de Antipolo)
  - Sede vacante, (2023-2024)
- Rufino Coronel Sescon por sucesión el 3 de diciembre de 2024